# Arcueil
Arcueil [aʁ.kœj]  ist eine französische Gemeinde mit 21.868 Einwohnern (Stand 1. Januar 2022) südlich von Paris und gehört zum Département Val-de-Marne in der Region Île-de-France. Die Entfernung zum Zentrum von Paris beträgt etwa fünfeinhalb Kilometer. Das ehemalige Dorf Arcueil wurde schon in der Mitte des 19. Jahrhunderts urbanisiert, weshalb das Stadtbild heute vom Nebeneinander sehr verschiedener Gebäudearten und Baustile geprägt ist. Arcueil ist traditionell ein Wohnort der Arbeiterschaft. Die Gemeinde weist einen hohen Anteil an Sozialwohnungen und die Bevölkerung einen hohen Anteil an Einwanderern auf, in den letzten Jahren gibt es aber verstärkte Tendenzen der Gentrifizierung.

## Verkehr
In Arcueil liegen zwei Stationen der Nahverkehrslinie RER B: Laplace und Arcueil-Cachan.

## Sehenswürdigkeiten
Siehe auch: Liste der Monuments historiques in Arcueil
Drei Aquädukte bestimmen das Stadtbild von Arcueil, von denen zwei noch heute in Funktion sind: Der gallo-römische Aquädukt, der Aqueduc Médicis aus dem 17. Jahrhundert und der Aqueduc de la Vanne aus dem 19. Jahrhundert. In Arcueil befindet sich das Fort de Montrouge auf einem Militärgelände; es kann nicht besucht werden.

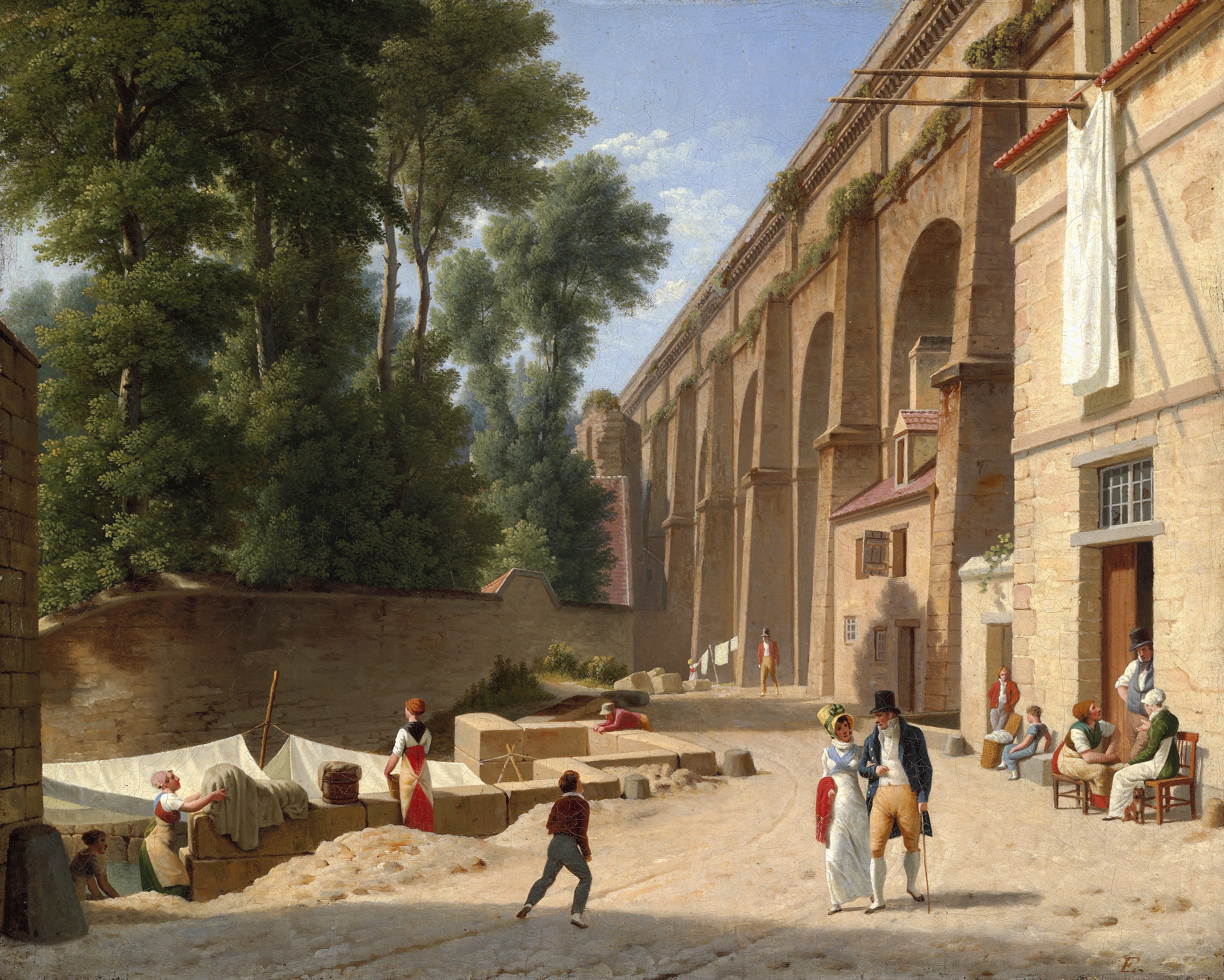
Christoffer Wilhelm Eckersberg, “Akvædukten i Arcueil”, 1812

## Persönlichkeiten

### Söhne und Töchter der Stadt
- Adrienne Bolland (1895–1975), Testpilotin
- Jean Paul Gaultier (* 1952), Modeschöpfer
- Michel Winock (* 1937), Historiker

### Mit Arcueil verbunden
- Louis Berthollet (1748–1822), Chemiker und Arzt, verbrachte seine letzten Lebensjahre in Arcueil, wo er auch starb (siehe auch Société d’Arcueil)[1]
- Sir Charles Brian Blagden (1748–1820), britischer Arzt und Naturforscher, verstarb in Arcueil am 26. März 1820.
- Pierre-Simon Laplace (1749–1827) lebte und forschte in Arcueil (Société d’Arcueil)[2][3]
- François-Vincent Raspail (1794–1878), Chemiker, Arzt und Politiker, starb in Arcueil.
- Charles-Armand Trépardoux (1853–1920), Erfinder und Automobilpionier, verbrachte seine letzten Lebensjahre in Arcueil.
- Erik Satie (1866–1925), Komponist, wohnte hier von 1898 bis zu seinem Tod im Jahr 1925.
- Julio González (1876–1942), spanischer Bildhauer, starb in Arcueil.
- Jean-Pierre Pincemin (1944–2005), Maler und Bildhauer, starb in Arcueil.